# 協奏曲「ダンバートン・オークス」
室内オーケストラのための協奏曲 変ホ長調「ダンバートン・オークス」（Concerto in E-flat (Dumbarton Oaks)）は、イーゴリ・ストラヴィンスキーによる室内楽編成の協奏曲。新古典主義時代のストラヴィンスキーが作曲した、2つある室内楽編成の合奏協奏曲のうちの1つである。

## 成立の経緯
1937年、『カルタ遊び』の初演のためにストラヴィンスキーはアメリカ合衆国を訪れた。その際、ワシントンD.C.在住の政治家ロバート・ウッズ・ブリス夫妻より、自身の結婚30年の祝賀音楽として依嘱された。ブリス夫妻は有名な芸術家のパトロンであり、ダンバートン・オークスの住居は邸宅と優れた庭園によって知られていた。
1937年から1938年にジュネーヴ近郊のアンヌマスで作曲された。また、ストラヴィンスキーがヨーロッパ時代に完成させた最後の作品でもある。

## 演奏
1938年に（ストラヴィンスキーの崇拝者を自認していた）高名な音楽教師で指揮者のナディア・ブーランジェが、作曲者自身の招請により、5月8日にワシントンDCにおいて初演を指揮した。当時ストラヴィンスキーは結核のため療養中で、世界初演に立ち会ってはいない。
ストラヴィンスキー自身は10年後の1947年にダンバートン・オークスでこの曲を演奏している。
1972年6月23日にニューヨーク・シティ・バレエ団によってバレエとして初演された。
自筆譜は、ワシントンDCのダンバートン・オークス研究所附属図書館の稀書コレクションに収蔵された。
ストラヴィンスキー本人が2台ピアノ版を作成したほか、レイフ・ティボが1952年にオルガン用の編曲を行なった。
比較的小編成で変拍子が多いので指揮の課題によく使われる。

## 楽器編成
フルート1、クラリネット1、ファゴット1、ホルン2、ヴァイオリン3、ヴィオラ3、チェロ2、コントラバス2。

## 演奏時間
約14分（各4分、5分、5分）。

## 楽章構成
以下の3楽章より成るが、全楽章を連続して間断なく演奏される。
1. テンポ・ジュスト Tempo giusto
2. アレグレット Allegretto
3. コン・モート Con moto

擬似バロック様式の合奏協奏曲という発想は、バッハの《ブランデンブルク協奏曲》に触発されており、とりわけ第3楽章の多声的な書法に顕著である（このような着想において、おそらくサミュエル・バーバーの《カプリコーン協奏曲》に影響を与えた作品といえよう）。上声を担当する弦楽器の三重奏という編成も《ブランデンブルク協奏曲》に由来する。それぞれの楽器は、曲の進行に応じて、合奏の一員として、また独奏楽器として扱われる。対位法的な性格の楽曲であり、とりわけ両端楽章はそうであるが、しかしながら中間楽章は、動機労作やフーガ的な書法による手の込んだ両端楽章からの小休憩であり、旋律の断片によって組み立てられた、比較的くつろいだ性格になっている。

## 参考資料
- Eric Walter White (1979) [1966]. Stravinsky: The Composer and his Works (2nd ed.). University of California Press. ISBN 0520039858
- Stephen Walsh: "Stravinsky, Igor". Grove Music Online, ed. L. Macy, accessed 15 February 2006.
- Paul Griffiths: "Symphony", Grove Music Online, ed. L. Macy, accessed 15 February 2006.
- Rita Benton: "Libraries", Grove Music Online, ed. L. Macy, accessed 15 February 2006.
- Steven Ledbetter, from ProArte.com, on Dumbarton Oaks.
- Erik H.A. Jakobsen: "Thybo, Leif". Grove Music Online, ed. L. Macy, accessed 15 February 2006.
- JeromeRobbins.org
- Stephen Strugnell, notes for the Scottish Chamber Orchestra